# Nedelino
Nedelino (bułg. Неделино) – miasto w Bułgarii, w obwodzie Smolan, siedziba administracyjna gminy Nedelino. Według danych szacunkowych Ujednoliconego Systemu Ewidencji Ludności oraz Usług Administracyjnych dla Ludności, 15 grudnia 2018 roku miejscowość liczyła 3988 mieszkańców.